# 高品剛
高品 剛（たかしな ごう、1950年11月20日 ‐ ）は、日本の俳優。本名、高品 正廣（たかしな まさひろ）。旧芸名、高品 正広（読み同一）。
千葉県旭市出身。千葉県立銚子商業高等学校卒業。ぷろだくしょん森、大鷲プロ、宝塚企画を経て、加川事務所所属。

## 来歴・人物
東映演技研修所に入り俳優生活をスタートし、東映のテレビドラマを中心に端役で多数の作品に出演。
1977年に映画『ドカベン』のオーディションに合格し、同作で岩鬼正美役を演じる。本作での演技が東映プロデューサー七條敬三の目に留まり、同年放送された特撮テレビ番組『大鉄人17』の第16話よりレギュラー出演。当時の紹介記事では「下積みが長かったので、これをきっかけとして役者としての自分を作り上げたい」と述べている。
以後も映画やテレビで主に悪役として活動。舞台『幕末太陽傳』でも活躍し、さらにビクターから「恋のはぐれ街」という曲もリリースしている。
趣味は乗馬。特技は歌、居合。

## 出演

### テレビドラマ
- アイアンキング 第14話「脳波ロボットの秘密」（1973年、TBS / 宣弘社） - 幻の水無月
- 非情のライセンス（NET / 東映）
  - 第1シリーズ
    - 第3話「兇悪な夜の匂い」（1973年）
    - 第22話「兇悪の芽」（1973年）- 阿野邦之
    - 第47話「兇悪の顔」（1974年）

  - 第2シリーズ
    - 第2話「兇悪の傷痕」（1974年）
    - 第20話「兇悪の純愛」（1974年） - 影山
    - 第77話「兇悪の終着駅」（1976年） - 外山
- 仮面ライダーX 第26話「地獄の独裁者 ヒトデヒットラー!!」（1974年、MBS / 東映） - GOD工作員人間態
- Gメンシリーズ（TBS / 東映→近藤照男プロ）
  - Gメン'75
    - 第31話「男と女のいる特急便」（1975年） - 周二の過激派仲間
    - 第190話「真犯人はこうして作られる」（1979年） - 岩佐
    - 第195話「プロ野球殺人事件」（1979年） - 永山投手
    - 第206話「催眠術殺人事件」（1979年） - 電車強盗犯
    - 第234話「女たちの拳銃泥棒」（1979年） - スーパー強盗犯
    - 第325話「帰って来たラーメン屋刑事」（1981年） - 鳥飼隆司
    - 第331話「新・GメンVSニセ白バイ軍団」（1981年） - 大高署捜査四係元刑事
    - 第340話「闇に切裂く連続女性殺人鬼」（1981年） - 北見トラ男

  - Gメン'82（1982年）
    - 第1話「GメンVS白バイ強盗団」 - 新里
    - 第9話「車椅子の女」 - 矢島
- ザ・カゲスター 第6話「冷凍怪人どぶねずみ作戦!」（1976年、NET / 東映）
- 特別機動捜査隊 第781話「純愛の女」（1976年、NET / 東映） - 運転手
- 円盤戦争バンキッド 第11話「ラビよ自信を持て!!」（1976年、NTV / 東宝） - 警察官
- 大鉄人17 第16話「どこへ!? 消えた人消えた町」 - 第35話「さらばワンセブン 不滅のナンバー」（1977年、MBS / 東映） - 岩山鉄五郎 役
- ザ・スーパーガール　第12話「白い乳房が霊をよぶ」（1979年、12ch / 東映）
- 大都会 PARTIII 第41話「アメリカン・ポリス」（1979年、NTV / 石原プロ） - 田山
- 探偵物語 第8話「暴走儀式」（1979年、NTV / 東映ビデオ） - 祐二
- 西部警察シリーズ（ANB / 石原プロ）
  - 西部警察
    - 第13話「大門危機一髪!」（1980年） - 安井（矢藤組組員）
    - 第29話「島原の子守唄」（1980年） - 青田（針尾組幹部）
    - 第59話「残った一発の弾丸」（1980年） - 赤間茂
    - 第107話「暴走トラック炎上!」（1981年） - 山岡裕次
    - 第115話「ミクロの標的」（1982年） - 三井圭次
    - 第125話「約束の報酬」（1982年） - 大原（森岡商事構成員）

  - 西部警察 PART-II
    - 第2話「大都会に舞う男」（1982年） - 有賀久
    - 第11話「大激闘!! 浜名湖決戦 -静岡・後篇-」（1982年） - 岩城則夫
    - 第23話「凶悪の焰」（1982年） - 松村（笠間組幹部構成員）
    - 第39話「謎の亡命者」（1983年） - 梅村良一（誠心会構成員）

  - 西部警察 PART-III（1983年）
    - 第16話「大門軍団フォーメーション」 - 小川満率いるヒッピー軍団の一員
    - 第25話「長いお別れ」 - 岡本源三の手下
- 太陽にほえろ!（NTV / 東宝）※第660話から高品剛名義
  - 第403話「罪と罰」（1980年） - 巡査
  - 第469話「東京・鹿児島・大捜査線」、第470話「鹿児島・東京・大捜査線」（1981年） - 杉田刑事（鹿児島県警）
  - 第518話「忘れていたもの」（1982年） - 水原
  - 第593話「ジプシー再び」（1984年） - 中西昌治
  - 第622話「ブルースの賞金稼ぎ」（1984年） - 尾崎克哉
  - 第647話「護送車強奪」（1985年） - 西山の共犯
  - 第660話「デューク刑事登場!」（1985年） - 伊藤武
  - 第685話「ロッキーの白いハンカチ」（1986年） - 岩口良男
  - 第709話「タイムリミット・午前6時」（1986年） - 前川
  - 太陽にほえろ! PART2 第7話「逃げる」（1987年） - 殺し屋
- 必殺シリーズ（ABC / 松竹）
  - 必殺仕事人 第42話「隠し技 暗闇とどめ刺し」（1980年） - 本多勝之進
  - 必殺仕事人・激突! 第16話「夢次、江戸のテレクラでバイトする」（1992年） - 鏑木軍兵衛
- 土曜ワイド劇場
  - 京都殺人案内（ABC / 松竹） - 小杉刑事 役
    - 第2作「呪われた婚約」（1980年）
    - 第3作「嫁ぎ先の謎」（1980年）
    - 第4作「亡き妻に捧げる殺人」（1981年）
    - 第5作「母恋桜が散った」（1981年）
    - 第7作「麻薬にけがされた修学旅行女子高生」（1983年）

  - ダイエット三姉妹の旅情事件簿 第1作（1997年、ABC） - 小宮山栄次
  - 温泉若おかみの殺人推理 第11作（2002年、ANB） - 野添源一郎
- 特命刑事 第1話「海底の黄金」（1980年、NTV / 東映） - ボート操縦士
- プロハンター 第2話「二重誘拐」（1981年、NTV / セントラル・アーツ）
- 噂の刑事トミーとマツ 第2シリーズ 第4話「トミー失神! マツの死を呼ぶ警察手帳」（1982年、TBS / 大映テレビ） - 荒神会のジョーズ
- ザ・ハングマンシリーズ（ABC / 松竹芸能）
  - ザ・ハングマンII 第3話「女学生を喰らう大学理事長」（1982年） - 大川専務（谷村商事）
  - 新ハングマン 第10話「新人女優に泥を塗る芸能学院女帝」（1983年） - サカイ（元東明会幹部）
  - ザ・ハングマン4 第2話「女子留学生が麻薬を運ばされる!」（1984年） - 山田の部下
  - ザ・ハングマンV 第17話「押収麻薬がタライ廻しされる!」（1986年） - 前田（麻薬の売人）
  - ザ・ハングマン6 第2話「剣山入りパイを顔面に投げろ!」（1987年） - 島田（鬼村不動産社員）
  - ハングマンGOGO 第5話「朝まで待てない! 水中からの脱出」（1987年） - 梶本の部下
- 新・女捜査官 第4話「秘密の夜を買う美人女医」（1983年、ABC / テレパック）
- 新・大江戸捜査網 第5話「女房殺し疑惑の刃」（1984年、TX / ヴァンフィル）
- あぶない刑事（1987年、NTV / セントラル・アーツ）
  - 第26話「予感」 - 加藤
  - 第47話「報復」 - オガタ
- アリエスの乙女たち 第17話「私の名は不倫少女」（1987年、CX） - 刑事
- あきれた刑事（NTV / セントラル・アーツ)
  - 第3話「変身泥棒」（1987年） - 麻薬組織幹部（茶シャツ）
  - 第17話「同級生は危険な女」（1988年） - 熊野商事幹部
- 三匹が斬る! 第9話「十手旅、義賊が吹いたシャボン玉」（1987年、ANB / 東映） - 佐渡の十左
- 大河ドラマ（NHK）
  - 武田信玄（1988年）
  - 太平記（1991年） - 窪田光貞
  - 信長 KING OF ZIPANGU（1992年） - 本多重次
- もっとあぶない刑事 第3話「閉口」（1988年、NTV / セントラル・アーツ） - 一ノ瀬タカシ
- 暴れん坊将軍（ANB / 東映）
  - 暴れん坊将軍III
    - 第4話「血ぬりの一文銭」（1988年） - 文三
    - 第22話「二人の新之助」（1988年） - 九十九勘十郎
    - 第46話「おイモを生んだ目安箱」（1988年） - 高村彦九郎
    - 第71話「お葉せんせいの恋治療!」（1989年） - 殺し屋・大沢軍兵衛
    - 第114話「地獄へ道連れ! 美女と将軍」（1990年） - 酒井錦之助

  - 暴れん坊将軍IV
    - 第9話「人情! め組の成金騒動」（1991年） - 久島
    - 第46話「男一匹! め組の紋次郎が燃えた!!」（1992年） - 熊造
    - 第60話「大奥の殺人者!」（1992年） - 柳田勘助

  - 暴れん坊将軍V
    - 第31話「空を飛んだ米相場」（1993年） - 北川
    - 第41話「対決! みちのく恋風剣法」（1994年） - 佐竹半十郎

  - 暴れん坊将軍VI（1995年）
    - 第23話「わが子を裁く鬼の父」 - 鮫五郎
    - 第44話「大江戸あばれ主従」 - 家臣（一）

  - 暴れん坊将軍VII 第14話「尾張宗春の謀叛」（1996年） - 赤心坊
- 名奉行 遠山の金さん（ANB / 東映）
  - 第1シリーズ 第4話「標的は純情くノ一」（1988年） - 来島虎太
  - 第3シリーズ
    - 第10話「お目付桜の子守歌」（1990年） - 橘権十郎
    - SP4「美女の陰謀! 関八州あばれ旅」（1990年） - 日光の円蔵

  - 第4シリーズ
    - 第6話「大奥騒乱!千両箱の罠」（1991年） - 多十
    - 第18話「奉行暗殺!長崎の女」（1992年） - 十蔵

  - 第5シリーズ（1993年）
    - 第14話「浮世絵連続殺人!」 - 羅門大膳
    - 第26話「若年寄を救った女」 - 如月弥十郎

  - 第6シリーズ 第16話「女金貸しの仇討ち」（1994年） - 染谷隼人
  - 第7シリーズ 第5話「白い肌の誘惑 嫁姑の真剣勝負」（1995年） - 三蔵
  - 第9シリーズ（金さんVS女ねずみ）第5話「たった一人の忠臣蔵」（1998年）- 川上甚内
- 風雲!真田幸村（1989年、TX / 東映） - 三好伊三入道
- お江戸捕物日記 照姫七変化 第8話「丁半!もろ肌脱ぎ!」（1990年、CX / 東映）
- 勝手にしやがれヘイ!ブラザー 第18話（1990年、NTV / セントラル・アーツ）
- 将軍家光忍び旅（ANB / 東映）
  - 第1シリーズ 第9話「心優しい暗殺者」（1990年） - 魚崎
  - 第2シリーズ 第4話「犬山には鬼が棲む」（1992年） - 剣持鬼十郎
- メタルヒーローシリーズ（ANB / 東映）
  - 特救指令ソルブレイン 第11話 「愛と復讐の挽歌」（1991年） - 沼田勝一
  - 特捜エクシードラフト 第33話「完成! 戦闘強化服（） 炎の黙示録編I」、第34話「生命を売る契約書 炎の黙示録編II」（1992年） - 湯田均
  - 特捜ロボ ジャンパーソン 第33話「宇宙一の熱愛男」（1993年） - ドクター洞田
- 刑事貴族2 第12話「危険な二人旅」（1991年、NTV / 東宝） - 村岡保
- 裏刑事-URADEKA- 第5話「宝石強盗犯の妹を救え!」（1992年、ABC / 松竹）
- 火曜サスペンス劇場（NTV）
  - 狙われた美人キャスター（1983年）
  - 松本清張作家活動40年記念特別企画 「けものみち」（1991年） - 黒谷卓
  - 殺人捜査（1992年 - 1998年） - 大久保刑事
- 往診ドクターの事件カルテ 第10話「盗撮された現場写真」（1992年、ABC / 総合ビジョン）
- 闇を斬る!大江戸犯科帳 第17話「人情裁き! 裏表二人奉行」（1993年、NTV / ユニオン映画） - 桑原多聞
- 麻酔（1994年、YTV）
- 江戸の用心棒II 第10話「大江戸ゴミ騒動」（1995年、NTV / ユニオン映画） - 青井市之進
- 超光戦士シャンゼリオン 第25話「怪盗クロアゲハ!」（1996年、TX / 東映） - 紳士/闇生物ブローダー
- 将軍の隠密!影十八 第18話「みちづれ・脱走犯の妻恋い唄」（1996年、テレビ朝日、東映）- 南海屋文兵衛(村上幸次郎)
- 金曜エンタテイメント / 熱血シングル・ファザー〜新聞記者・新庄圭吾の事件ファイル〜親バカ記者が暴く保険金殺人の罠!（2004年、CX）
- 松本清張没後20年特別企画・危険な斜面（2012年、CX / ユニオン映画） - 伊佐山刑事の上司
- 相棒 Season13 第14話「アザミ」（2015年、ANB / 東映） - 曲刑事

### 映画
- 暴力教室（1976年、東映） - 田島正夫
- ドカベン（1977年、東映） - 岩鬼正美
- サーキットの狼（1977年、東映） - 藤河鉄
- 帰らざる日々（1978年、日活） - 相沢
- 唐獅子株式会社（1983年、東映） - 佐川
- 必殺! THE HISSATSU（1984年、松竹）
- ランニングフォーエバー（1992年、創美企画）
- 無頼平野（1995年、ピターズ・エンド） - ウィスパー
- 長崎ぶらぶら節（2000年、東映）
- I am 日本人（2006年、ギャガ・コミュニケーションズ）

### オリジナルビデオ
- 狙撃2 THE SHOOTIST（1990年、東映Vシネマ）
- バトル・チャレンジャー/激走（1993年、東映ビデオ）
- 実録・事件 北海道「夫殺し」冷凍怪奇事件（2003年、ケイエスエス）
- 魔性の女（2012年、マクザム）

### 舞台
- 幕末太陽傳（1991年、銀座セゾン劇場）
- 聖闘士星矢（1991年、青山劇場） - 辰巳
- 宮本武蔵（1993年、御園座） - 佐々木小次郎
- 蜘蛛女のキス（1996年・1998年、シアターアプル） - 刑務所長
- アニーよ銃をとれ（1997年、コマ・プロダクション） - ウィルソン
- 恋山彦（1997年、新橋演舞場） - 鐘巻七兵衛
- オズの魔法使い（1998年、コマ・プロダクション） - ヘンリーおじさん
- アイ・ラブ・ニューヨーク（2000年、シアターアプル）
- 大名お国替 引越し繁盛記（2001年、新歌舞伎座）
- ピュアマリー（2002年、青山劇場）
- HONK!（2002年、かめありリリオホール）
- ブギウギ時代（2002年、コマ・プロダクション） - 鬼沢刑事、石井亀次郎、三船敏郎

## 音楽
シングル
- 恋のはぐれ街 / 男のメロディー（1991年、ビクターエンタテインメント）